# Про кішку, яка упала з неба
Про кішку, яка упала з неба — мультфільм 2005 року.

## Сюжет
Про кішку яка пішла по молоко для своїх котеняток, і потрапила в Єгипет, країну кішок, там затрималась, а коли повернулась діти вже дорослі і самі заробляють собі "на молоко". Насправді серйозна проблема порушена про українських заробітчан. Хоча це просто мій погляд, і він таки не дитячий.